# Acacia polybotrya
Acacia polybotrya — вид квіткових рослин з родини бобових. Ареал: Австралія (Новий Південний Уельс, Квінсленд).

## Середовище
Вид можна знайти в різноманітних середовищах існування: на неродючих кам'янистих, піщаних або гравійно-глинистих ґрунтах як частина відкритих евкаліптових лісів або в чагарникові спільноти.

## Біоморфологічна характеристика
Розлогий кущ зазвичай досягає висоти від 1 до 5 метрів і має кілька стебел із плоскою верхівкою. Має гладку кору від зеленуватого до сірого кольору, а також голі або злегка запушені гілочки. Листя синьо-зелене й ниткоподібне. Цвіте з серпня по листопад. Прості суцвіття розташовані групами від 3 до 25 у волоті або в пазушній китиці вздовж осі завдовжки від 1 до 8 см. Кулясті голови мають діаметр від 4 до 7 мм і містять від 20 до 35 яскраво-жовтих квіток. Стручки прямі або вигнуті і часто закручені; вони стиснуті між кожним насінням і мають довжину від 4 до 11,5 см і ширину від 4 до 8 мм і вкриті білим порошкоподібним нальотом.